# Trisulfaan
Trisulfaan is de anorganische verbinding met de formule {\displaystyle {\ce {H2S3}}}. Het is een bleek-gele, vluchtige vloeistof met een kamferachtige geur. Het ontleed makkelijk in waterstofsulfide en elementair zwavel. Het wordt verkregen uit gefractioneerde destillatie van het polysulfanenmengsel dat ontstaat bij het aanzuren van oplossingen van polysulfide-zouten.